# Die Landstreicher (1916)
Die Landstreicher ist ein österreichisches Stummfilmlustspiel aus dem Jahre 1916 von Luise Kolm und Jakob Fleck.

## Handlung
Fürst Adolar Gilka beabsichtigt, der Traumfrau seines Freundes ein kostbares Collier und 1000 Kronen in bar zu überbringen. Bei einer verunglückten Autofahrt verliert er jedoch die wichtigen Mitbringsel. Sie werden von dem Landstreicher Fliederbusch nebst Gattin gefunden und erst einmal einkassiert. Nach zahlreichen munteren und lustigen Begebenheiten, verbunden mit allerlei Streichen, finden die verlorenen Preziosen und das Geld den Weg zurück in die Hände des Fürsten, der sich daraufhin den Landstreichern gegenüber als sehr dankbar erweist.

## Produktionsnotizen
Die Landstreicher erlebte am 29. September 1916 in Wien seine Uraufführung. Der Vierakter wurde mit Schulverbot (= Jugendverbot) belegt und besaß eine Länge von etwa 1400 Metern. In Deutschland passierte Die Landstreicher die Zensur im August 1916 und wurde in Berlins Tauentzienpalast gezeigt.

## Kritik
Paimann’s Filmlisten resümierte: „Stoff sehr gut, Humoristik derbkomisch, Spiel, Photos und Szenerie prima.“